# Seebergen
Seebergen é uma vila e antigo município da Alemanha localizado no distrito de Gota, estado da Turíngia. Pertencia ao Verwaltungsgemeinschaft de Drei Gleichen. Desde 1 de janeiro de 2009 é parte do município de Drei Gleichen.

## Demografia
Evolução da população (em 31 de dezembro):
| - 1994 - 1.378 - 1995 - 1.389 - 1996 - 1.385 - 1997 - 1.366 | - 1998 - 1.320 - 1999 - 1.327 - 2000 - 1.316 - 2001 - 1.304 | - 2002 - 1.341 - 2003 - 1.338 - 2004 - 1.320 - 2005 - 1.314 |

Fonte: Thüringer Landesamt für Statistik